# Boeing 377
Die Boeing 377 Stratocruiser war ein in den Jahren 1947 bis 1950 von Boeing gebautes Langstrecken-Passagierflugzeug mit einer Kapazität von 55 bis 117 Personen in einer Druckkabine. Es war mit seinem Doppeldeck-Rumpf eine Art Jumbo-Jet der 1950er-Jahre. Insgesamt wurden 56 Stück gebaut.
Die Boeing 377 basierte auf der militärischen Frachtmaschine Boeing C-97 Stratofreighter, die ihrerseits aus dem Langstreckenbomber B-29 Superfortress und deren Weiterentwicklung B-50 entwickelt worden war.

## Konstruktion
Die Stratocruiser war eine für den zivilen Verkehr umkonstruierte Boeing C-97 Stratofreighter. Bei ihrer Einführung in den Liniendienst gehörte die Stratocruiser zu den größten Passagierflugzeugen. Die Tragflächen wurden nahezu unverändert von dem erfolgreichen Bomber Boeing B-29 übernommen, ebenso das Leitwerk und das Fahrwerk.
Das Flugzeug wurde von vier großen 28-Zylinder-Vierfachsternmotoren des Herstellers Pratt & Whitney (mit je 3.500 PS Leistung) über Vierblattpropeller angetrieben. Die Stratocruiser erreichte wie die B-29 eine Höchstgeschwindigkeit von 604 km/h, hatte eine Steigrate von 5,5 Metern pro Sekunde und eine Maximalreichweite von rund 8.500 Kilometern. Die Gipfelhöhe betrug 10.000 Meter.

## Nutzung

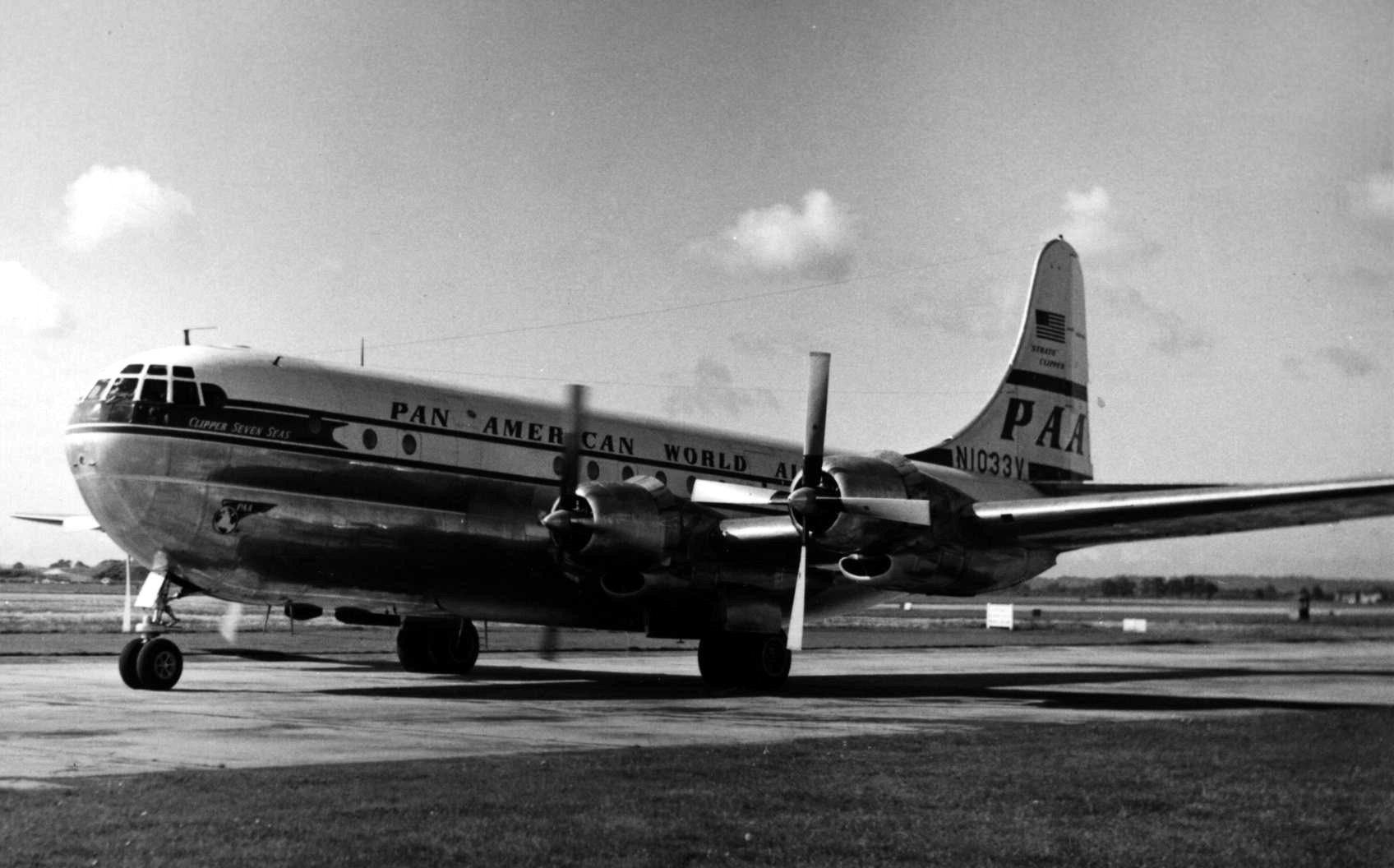
Boeing 377 der Pan Am in Heathrow

Der wichtigste Abnehmer der Stratocruiser wurde die amerikanische Fluggesellschaft Pan Am (die eine opulente Ausstattung mit 72 Sitzen und einer Bar für etwa acht Personen auf dem Unterdeck wählte), aber auch Northwest Airlines, United Airlines, American Overseas Airlines und die britische BOAC sowie Scandinavian Airlines System (SAS) bestellten dieses Muster. Trotz ihrer technischen Qualitäten wurde die Maschine rein kommerziell kein großer Erfolg: Lediglich 56 Exemplare vermochte der Konzern zu verkaufen. Die Bestellung der SAS wurde storniert und die vier für sie bestimmten Maschinen an die BOAC ausgeliefert. Das Flugzeug war für die damaligen Verhältnisse noch zu groß, außerdem erwies sich die gerade von Pan Am angebotene Luxusausstattung für zahlungskräftige Fluggäste wie in der Flugboot-Ära vor dem Krieg als nicht mehr zeitgemäß. Stattdessen prägten Konkurrenzmuster wie die Constellation-Baureihe von Lockheed sowie die DC-6 und DC-7 von Douglas die Langstrecken-Zivilluftfahrt in den 1950er-Jahren. Sie konnten kostengünstiger betrieben werden, dadurch wurden Flugreisen einem größeren Publikum erschwinglich. Die Produktion der Stratocruiser musste daher schon im März 1950 eingestellt werden.

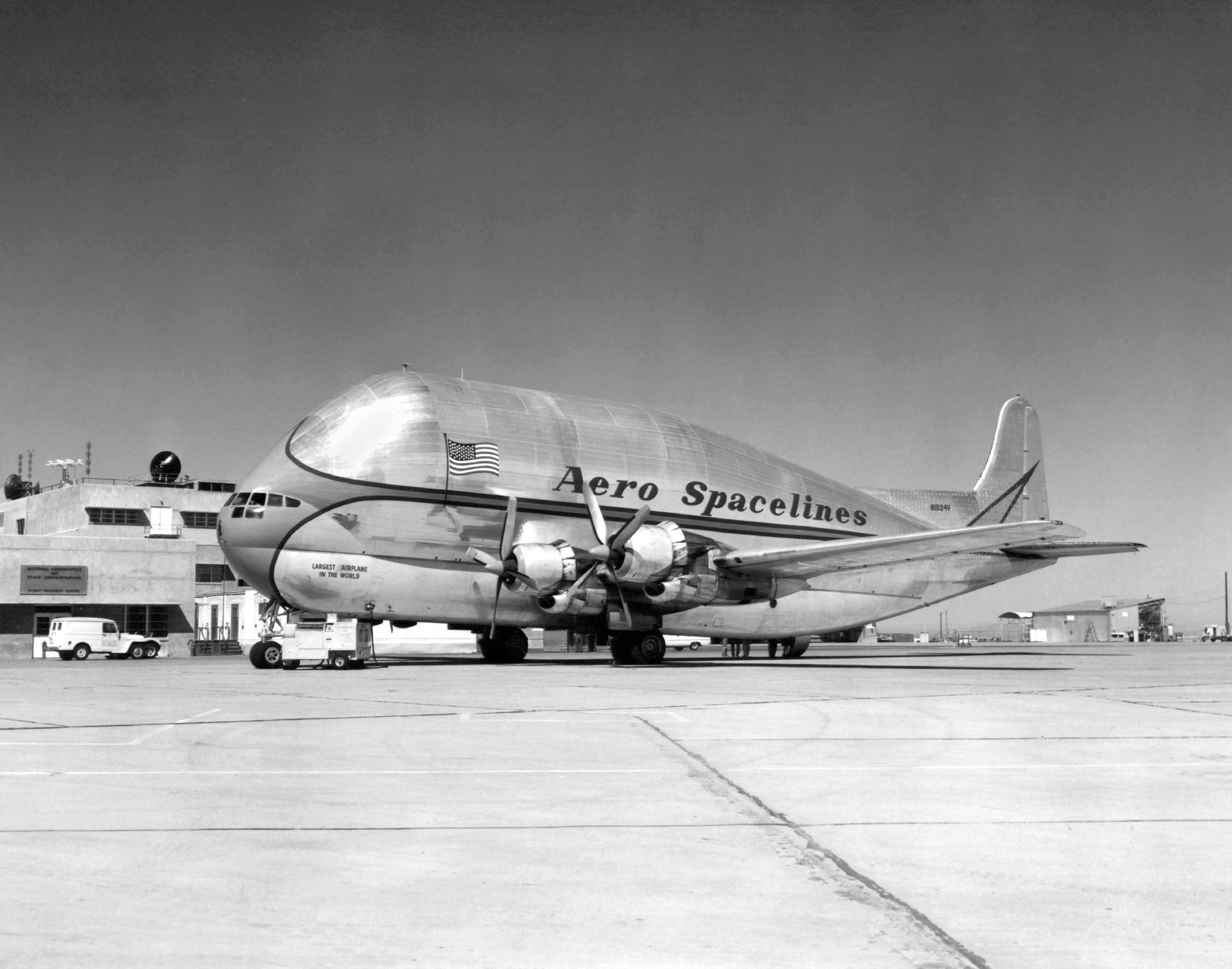
Ein Guppy der Aero Spacelines

Dennoch wurden mit der Stratocruiser einige Pioniertaten vollbracht. So wurden erstmals Nonstop-Verbindungen ostwärts von New York nach London geflogen. Der Geschwindigkeitsrekord für diese Strecke wurde im April 1949 mit neun Stunden und 46 Minuten aufgestellt. In westlicher Richtung musste wegen der Hauptwindrichtung nach wie vor in Gander oder Shannon nachgetankt werden.
Erstmals wurden auch regelmäßige Pazifik-Verbindungen von San Francisco nach Honolulu eingerichtet, die ebenfalls mehr als neun Stunden dauerten (für Pan Am war dies nur eine Etappe eines Rund-um-die-Welt-Fluges). Northwest Airlines bediente mit diesen Maschinen die inneramerikanische Route Seattle–New York in etwas über sechs Stunden Flugzeit.
Als Schwachpunkt dieses Flugzeugs erwiesen sich die sehr hochgezüchteten Motoren mit ihren störanfälligen Propellern vom Hersteller Hamilton Standard, die gelegentlich auch zu ernsthaften Zwischenfällen führten. Insgesamt gingen zehn Stratocruiser durch Abstürze, Bruchlandungen oder Notwasserungen verloren, mit fast 18 Prozent der gebauten Exemplare eine ungewöhnlich hohe Quote.
BOAC musterte ihre 14 Boeing 377 bereits im Jahr 1958 aus. Die Flugzeuge wurden von der Transocean Air Lines übernommen. Pan Am setzte das Muster bis 1961 ein. Einige Maschinen dieses Typs wurden von Aero Spacelines im Auftrag der NASA zu Guppy-Flugzeugen mit extrem großem Rumpfdurchmesser umgebaut, die Raketenteile transportierten.
Andere wurden zur Variante Super Guppy Turbine modifiziert, die zum Teil für Airbus große Flugzeugteile beförderten. Die letzten erhaltenen Exemplare der nicht-modifizierten Boeing 377 wurden sukzessive ausgeschlachtet und verschrottet, so dass heute keine Maschine dieses Typs in der ursprünglich gebauten Form mehr existiert.

## Zwischenfälle

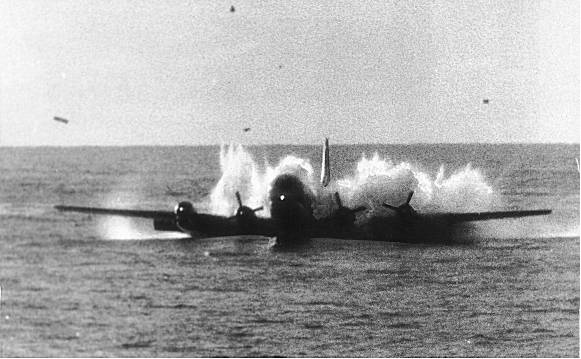
Notwasserung der Boeing 377 auf dem Pan-Am-Flug 6

Insgesamt wurden vom Erstflug 1947 bis zum Einsatzende 1978 elf Maschinen zerstört, wobei zwischen 1951 und 1958 insgesamt 140 Todesopfer zu beklagen waren. Vollständige Liste:
- Am 12. September 1951 stürzte eine Boeing 377 der US-amerikanischen United Air Lines (Luftfahrzeugkennzeichen N31230) in die Bucht von San Francisco. Auf dem Prüfungsflug war ein Triebwerk abgestellt worden; die Maschine stürzte im Landeanflug auf den Flughafen San Francisco aufgrund eines Strömungsabrisses aus 100 Metern Höhe ab. Alle drei Crewmitglieder an Bord kamen dabei ums Leben.[5][6]

- Am 29. April 1952 ereignete sich der schwerste Unfall einer Boeing 377, als eine Maschine der US-amerikanischen Pan American World Airways (N1039V) auf dem Flug von Rio de Janeiro nach Port of Spain in den brasilianischen Dschungel stürzte. Alle 50 Passagiere und Besatzungsmitglieder kamen dabei ums Leben (siehe auch Pan-Am-Flug 202).

- Am 25. Dezember 1954 kam es mit einer Boeing 377 der British Overseas Airways Corporation (BOAC) (G-ALSA) auf dem Flughafen Prestwick zu einem extrem harten Aufsetzen vor dem Landebahnanfang. Die aus London kommende Maschine sprang wieder hoch und stürzte auf die Landebahn. Von den 36 Insassen wurden 28 getötet, darunter alle Passagiere bis auf einen.[7]

- Am 26. März 1955 riss das Triebwerk Nr. 3 einer Boeing 377 der Pan Am (N1032V) ab. Der Besatzung gelang eine Notwasserung etwa 56 Kilometer vor der Küste Oregons. Bei dem Unfall kamen 4 der 23 Insassen ums Leben.[8]

- Am 2. April 1956 kam es bei einer Boeing 377 der US-amerikanischen Northwest Airlines (N74608) nach dem Einfahren der Landeklappen kurz nach dem Start vom Flughafen Seattle-Tacoma (USA) zu schweren Vibrationen. Die Flughöhe konnte nicht mehr gehalten werden, und es wurde eine Notwasserung in der Meeresbucht Puget Sound durchgeführt, knapp 9 Kilometer südwestlich des Startflughafens. Etwa 15 Minuten später sank das Flugzeug. Von den 38 Insassen kamen 5 ums Leben, 1 Besatzungsmitglied und 4 Passagiere (siehe auch Northwest-Airlines-Flug 2 (1956)).[9]

- Am 16. Oktober 1956 mussten die Piloten einer Boeing 377 der Pan Am (N90943) auf der Strecke zwischen Honolulu und San Francisco im Pazifik notwassern, nachdem zwei Motoren ausgefallen waren. Aufgrund der Triebwerksausfälle war klar, dass der Treibstoff weder bis San Francisco noch zurück nach Honolulu reichen würde. Vor seiner Wasserung kreiste das Flugzeug bis zum Morgengrauen um ein Schiff der US-Küstenwache, um Treibstoff zu verbrauchen und das Landegewicht zu reduzieren. Alle 31 Menschen an Bord überlebten (siehe auch Pan-Am-Flug 6).[10][11][12]

- Am 8. November 1957 verunglückte eine Boeing 377 der Pan Am (N90944) mit 44 Personen an Bord auf der Strecke von San Francisco nach Honolulu etwa 1.600 Kilometer östlich von Hawaii. Sechs Tage nach dem Unfall fanden Schiffe einige treibende Trümmer und Leichen. Das Wrack wurde nicht gefunden. Die Unfallursache blieb ungeklärt (siehe auch Pan-Am-Flug 7).[13]

- Am 2. Juni 1958 brach bei einer Boeing 377 der Pan Am (N1023V) während der Landung auf dem Flughafen Manila (Philippinen) das Fahrwerk zusammen. Das Flugzeug rutschte weiter, schwang nach rechts und kam nach 870 Metern etwa 8 Meter rechts von der Landebahn zum Stillstand. Von den 57 Insassen wurde ein Passagier getötet, als ein Propellerblatt in die Passagierkabine einschlug. Am Flugzeug entstand ein Totalschaden.[14]

- Am 10. April 1959 setzte eine vom Flughafen Seattle-Tacoma kommende Boeing 377 der Pan American World Airways (N1033V) bei der Landung auf dem Flughafen Juneau (Alaska) vor der Landebahnschwelle auf und kollidierte mit einer Böschung. Die Maschine fing Feuer und wurde zerstört, jedoch überlebten alle 10 Insassen (je fünf Passagiere und Besatzungsmitglieder).[15]

- Am 9. Juli 1959 kam es mit einer Boeing 377 der US-amerikanischen Pan American World Airways (N90941) bei einem missglückten Durchstartversuch am Flughafen Tokio-Haneda (Japan) zu einer Bauchlandung. Am Flugzeug entstand ein Totalschaden. Alle 59 Insassen überlebten die Bruchlandung.[16]

- Im August 1967 (genauer Tag unbekannt) kollidierte eine Boeing 377 der Aero Spacelines (N90942) beim Rollen auf dem Flugplatz Mojave (Kalifornien, USA) mit einer anderen Boeing 377 (N402Q). Personen kamen nicht zu Schaden. An der Maschine entstand ein Totalschaden.[17][18]

## Technische Daten

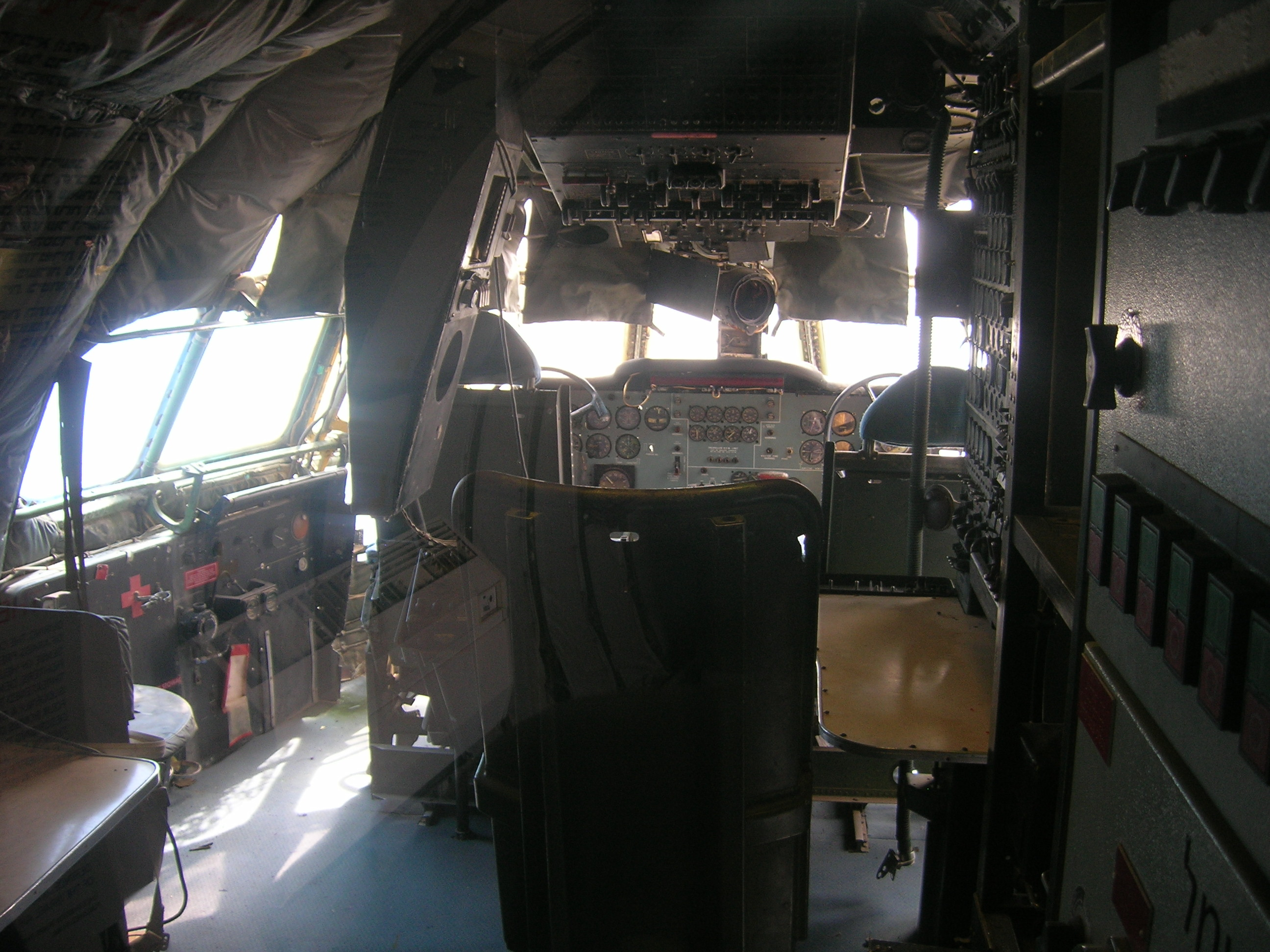
Cockpit

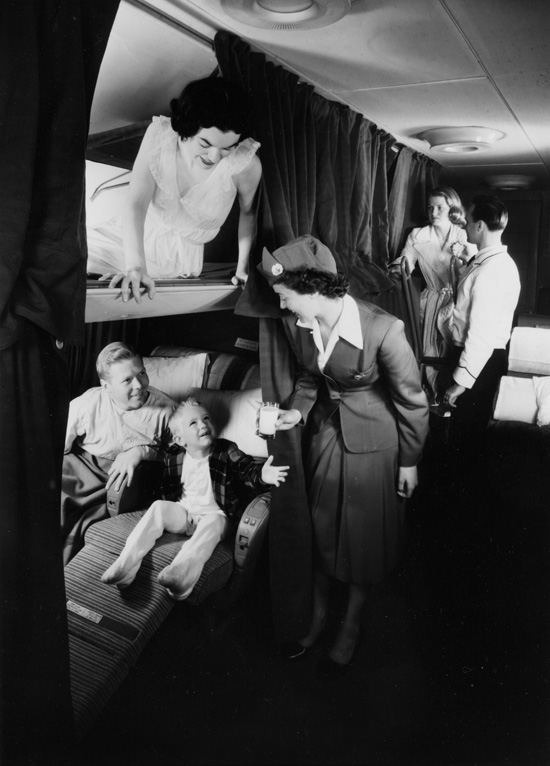
Kabine

| Kenngröße             | Daten |
| --------------------- | --- |
| Besatzung             | 3–4 |
| Passagiere            | 55–117 |
| Länge                 | 33,63 m |
| Spannweite            | 43,05 m |
| Höhe                  | 11,66 m |
| Flügelfläche          | 164,34 m² |
| Leermasse             | 37.875 kg |
| Startmasse            | 66.134 kg |
| Reisegeschwindigkeit  | 547 km/h |
| Höchstgeschwindigkeit | 604 km/h |
| Dienstgipfelhöhe      | 9750 m |
| Reichweite            | 6760 km |
| Triebwerke            | vier luftgekühlte 28-Zylinder-Vierfachsternmotoren Pratt & Whitney R-4360 Wasp Major mit je 3.500 PS (ca. 2.600 kW) |